# Ariamnes af Kappadokien (satrap)
 For alternative betydninger, se Ariamnes af Kappadokien. (Se også artikler, som begynder med Ariamnes af Kappadokien)
Ariamnes (? – 330 f.Kr.) var satrap af Kappadokien for de persiske storkonger 362 f.Kr. til 330 f.Kr.
Ariamnes var søn Datames af Kappadokien og efterfulgte denne som satrap over Kappadokien. Han var fader til sønnerne Ariarathes 1. – hans efterfølger – og Holofernes.